# Боттинелли, Джонатан
Джо́натан Па́бло Боттине́лли (исп. Jonathan Pablo Bottinelli; родился 14 сентября 1984 года, Буэнос-Айрес, Аргентина) — аргентинский футболист, защитник. Выступал за сборную Аргентины.

## Клубная карьера
Боттинелли начал профессиональную карьеру в клубе «Сан-Лоренсо». В 2002 году он дебютировал за основной состав в аргентинской Примере. В том же году Джонатан помог клубу завоевать Южноамериканский кубок, а в 2007 году выиграть чемпионат. Летом 2008 года Ботинелли на правах аренды перешёл в итальянскую «Сампдорию». 14 сентября в матче против «Лацио» он дебютировал в итальянской Серии A. 18 декабря в поединке Кубка УЕФА против испанской «Севильи» Джонатан забил свой первый гол за «Сампдорию». Летом 2012 года Боттинелли перешёл в «Ривер Плейт». 10 сентября в матче против «Ньюэллс Олд Бойз» он дебютировал за новую команду. 24 ноября в поединке против «Индепендьенте» Джонатан забил свой первый гол за «Ривер Плейт».
В начале 2014 года Боттинелли был отдан в аренду в чилийский «Универсидад Католика». 1 февраля в матче против «Палестино» он дебютировал в чилийской Примере. 15 февраля в поединке против «Уачипато» Джонатан забил свой первый гол за «Универсидад Католика».
Летом того же года Боттинелли подписал контракт с мексиканским «Леоном». 13 сентября в матче против «Сантос Лагуна» он дебютировал в мексиканской Примере. 1 марта 2015 года в поединке против «Сантос Лагуна» Джонатан забил свой первый гол за «Леон». Летом 2015 года он перешёл в турецкий «Адана Демирспор», но так и не сыграл за клуб. В начале 2016 года Боттинелли перешёл в «Арсенал» из Саранди. 7 февраля в матче против «Колона» он дебютировал за новую команду. 13 сентября в поединке против «Атлетико Тукуман» Джонатан забил свой первый гол за «Арсенал». 12 мая 2017 года в поединке Южноамериканского кубка против перуанского «Хуан Аурич» он отметился забитым мячом. Летом 2017 года Боттинелли перешёл в «Унион Санта-Фе». 29 августа в матче против «Ньюэллс Олд Бойз» он дебютировал за новый клуб. 14 октября в поединке против «Лануса» Джонатан забил свой первый гол за «Унион Санта-Фе».

## Международная карьера
В 2003 году в составе молодёжной сборной Аргентины Боттинелли занял четвёртое место на молодёжном чемпионате мира в ОАЭ. В том же году в составе олимпийской сборной Аргентины Джонатан стал победителем Панамериканских игр.
18 апреля 2007 года в товарищеском матче против сборной Чили Ботинелли дебютировал за сборную Аргентины.

## Достижения
Командные
 «Сан-Лоренсо»
- Чемпионат Аргентины по футболу — Клаусура 2007
- Обладатель Южноамериканского кубка — 2002

Международные
 Аргентина (до 23)
- Панамериканские игры — 2003